# Den Store Samling
‘Den Store Samling’ er en dansk Blu-ray- og filmudgivelse af Nordisk Film fra 2021, som er skabt af Niki Topgaard og Simon “flamesman1” Langhoff og er baseret på deres komiske og farverige univers fra YouTube af populære serier så som ‘Brødrene Fjeldsted’ og ‘Billy & Jimmy’. Filmens komedier er skrevet af Niki Topgaard og Simon Langhoff samt instrueret af Niki Topgaard, og består af 3 timers varighed. 
Filmen havde premiere torsdag den 18. november 2021 og indeholder 3 ekstra komedier, som eksklusivt kun er udgivet på Blu-ray film udgivelsen. 
Medvirkende er blandt andet Kasper Aarbye, Jacob Juulsgaard, Marie Watson, Casper Harding, Uffe Holm, Phillip Madsen, og Mille Nielsen.